# Бенуа Караноб
Бенуа Караноб (фр. Benoit Caranobe, 12 червня 1980) — французький гімнаст, олімпієць.

## Виступи на Олімпіадах
| Олімпіада  | Дисципліна       | Місце              |
| ---------- | ---------------- | ------------------ |
| Афіни 2004 | абсолютний залік | 17                 |
| Афіни 2004 | командний залік  | 9 (кваліфікація)   |
| Афіни 2004 | вільні вправи    | 49 (кваліфікація)  |
| Афіни 2004 | опорний стрибок  | 15 (кваліфікація)  |
| Афіни 2004 | паралельні бруси | 42 (кваліфікація)  |
| Афіни 2004 | перекладина      | 36T (кваліфікація) |
| Афіни 2004 | кільця           | 36T (кваліфікація) |
| Афіни 2004 | кінь             | 53 (кваліфікація)  |
| Пекін 2008 | абсолютний залік | 3                  |
| Пекін 2008 | командний залік  | 8                  |
| Пекін 2008 | вільні вправи    | 26 (кваліфікація)  |
| Пекін 2008 | опорний стрибок  | 5                  |
| Пекін 2008 | паралельні бруси | 37 (кваліфікація)  |
| Пекін 2008 | перекладина      | 35 (кваліфікація)  |
| Пекін 2008 | кільця           | 28 (кваліфікація)  |
| Пекін 2008 | кінь             | 37 (кваліфікація)  |